# 宋版

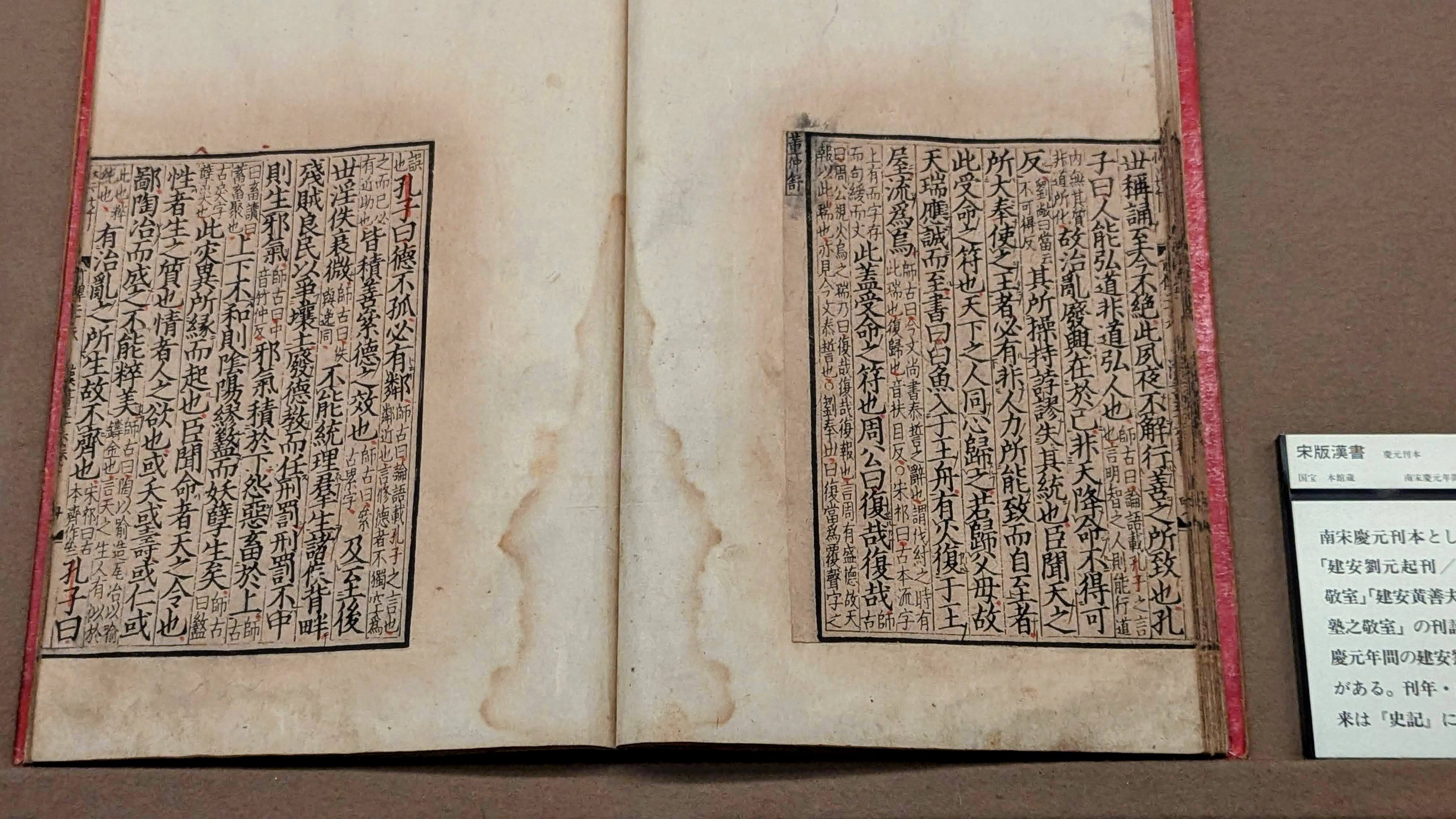
『宋版漢書』国立歴史民俗博物館蔵、日本国宝

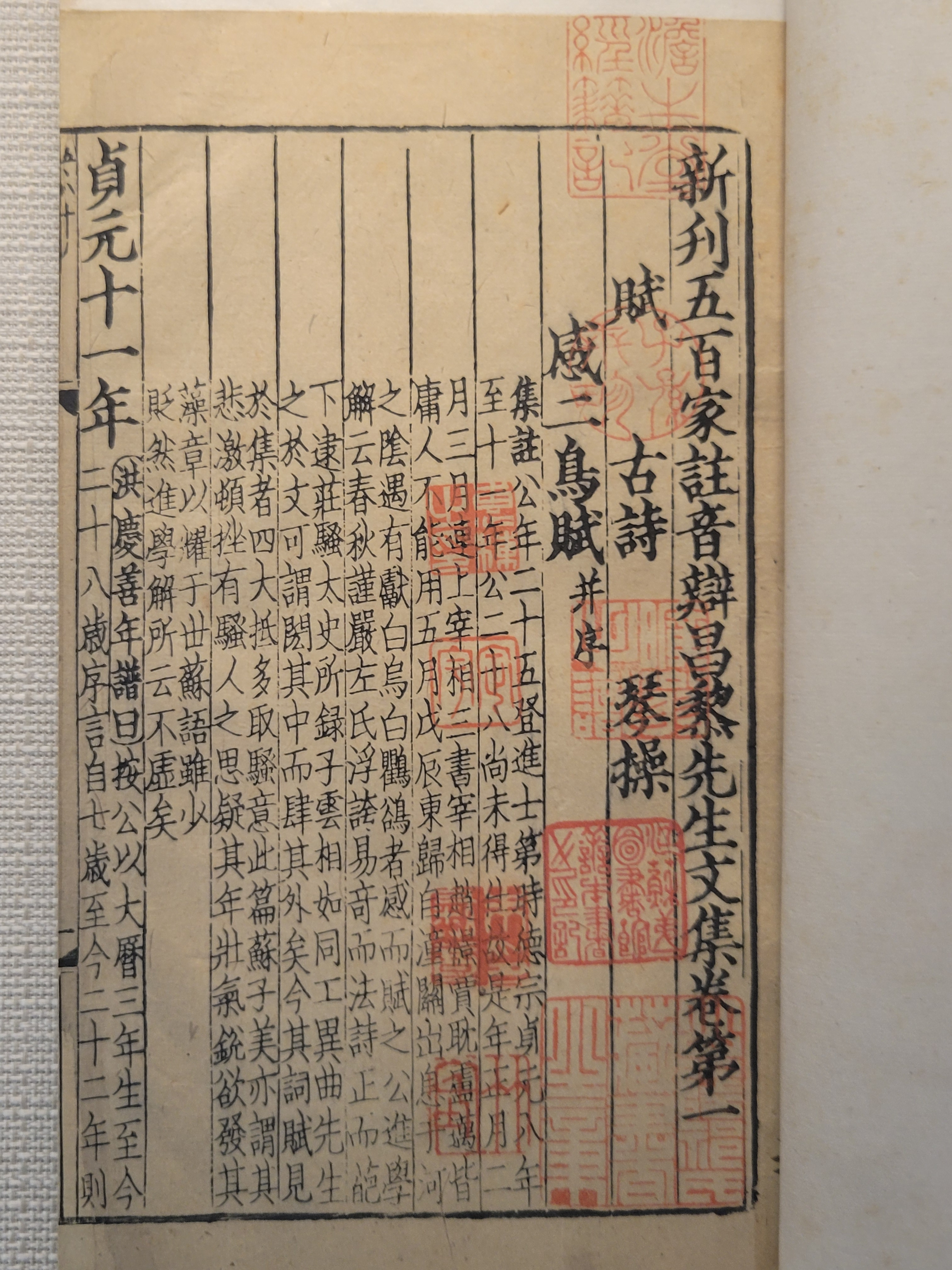
『新刊五百家註音辯昌黎先生文集』（韓愈の文集）南京図書館蔵

宋版（そうはん）は、中国宋代に出版された漢籍の刊本。木版印刷初期の刊本であり、その希少さや上質さから、現代の書誌学者や蒐書家に重要視されている。
宋板、宋本、宋刊本、宋槧本などともいう。宋版の遺風を継ぐ元代の元版と合わせて、宋元版ともいう。

## 解説
木版印刷は、唐代頃から仏典や暦に行われていたが、多分野に普及したのは宋代からである。宋代には四川・浙江・福建を中心に、各地で官民により出版が行われ、書店による営利出版も行われた。
宋版は、字体や紙質などの美術的価値だけでなく、校訂資料としての学術的価値も高い。宋版に多い欧陽詢風の字体は「宋朝体」と呼ばれ、後世の印刷にも用いられている。
現存例の大半は南宋版であり、北宋版は少ない。

## 日本
宋版は日本にも舶来し、寺院・大名・富豪・学者に蒐集保存された。舶来は平安時代の日宋貿易に始まり、鎌倉時代から室町時代には五山版の覆刻対象にもなった。
現存例の多くは重要文化財に指定されている。国宝に指定されたものもあり、国立歴史民俗博物館蔵『宋版史記』『宋版漢書』『宋版後漢書』、足利学校蔵『宋版礼記正義』『宋版尚書正義』、京都醍醐寺蔵『宋版一切経』などがある。
宋元版の主な所蔵機関として、静嘉堂文庫・内閣文庫・宮内庁書陵部・天理図書館などがある。静嘉堂文庫の宋元版は、清末の蔵書家陸心源の旧蔵書が基幹となっている。